# Cristina Boyer
Cristina Boyer (Saint-Maximin-la-Sainte-Baume, 3 luglio 1771 – Parigi, 4 maggio 1800) fu la prima moglie di Luciano Bonaparte.

## Biografia
Era la figlia di Pierre-André Boyer e di Rosalie Fabre.
Sorella dell'albergatore di Luciano Bonaparte, si sposò con questi il 14 maggio 1794. La coppia ebbe quattro figli:

- Filistina Carlotta (1795 - 1765), sposò prima Mario Gabrielli, principe di Prossedi, con discendenza, e poi Settimio Centamori, senza discendenza.
- Figlio nato morto (13 marzo 1796).
- Vittoria Gertrude (9 luglio 1797).
- Cristina Carlotta Alessandrina Egypta (1798 - 1847), sposò prima nel 1818 il conte Greve Arvid Posse, senza discendenza[2], e poi nel 1824, dopo aver divorziato, Lord Dudley Coutts Stuart, con discendenza, un figlio, Paul Amadeus Francis Coutts Stuart, celibe e senza discendenza[3].

Cristina Boyer morì di idropisia.